# Hackberg
Hackberg ist ein Ortsteil im Stadtteil Bensberg von Bergisch Gladbach.

## Geschichte
Der Siedlungsname Hackberg  wird im Urkataster als Auf’m Hackberg verzeichnet. Die spätmittelalterliche Siedlungsgründung wird in den Steuer-, Pacht- und Huldigungslisten von 1487 unter den Gerichts- und Steuerbezirk Freiheit Bensberg aufgeführt.  
Nach der Gründung des Großherzogtums Berg wurde die Ansiedlung als Bestandteil der Freiheit Bensberg Teil der Mairie Bensberg, welche 1816 in die Bürgermeisterei Bensberg, dann nach 1927 in die Gemeinde / später Stadt Bensberg überging. 1975 entstand aufgrund des Köln-Gesetzes die heutige Stadt Bergisch Gladbach, zu der Bensberg eingemeindet wurde. 
Der Flurname Hackberg ist im Bergischen besonders nördlich der Wupper verbreitet und bezeichnet die Felder der Haubergswirtschaft. Bei dieser Nutzung wechseln langjährige Waldnutzung (länger als 12 Jahre) und ein- bis dreijährige Ackernutzung einander ab. Eine zusätzliche weidewirtschaftliche Nutzung ist ebenfalls möglich. Die Anpflanzung des Niederwalds diente insbesondere der späteren Gewinnung der Gerberlohe durch das Schälen der Jungstämme. Aus den Stämmen wurde Holzkohle gewonnen. 
Das Bestimmungswort „Hack“ geht etymologisch aus dem althochdeutschen „hacchon“ und dem mittelhochdeutschen „Hacke“ (= das Hacken und Umbrechen der Felder) hervor und bezeichnet die entsprechenden landwirtschaftlichen Tätigkeiten des Umgrabens.